# Thomas Toppler

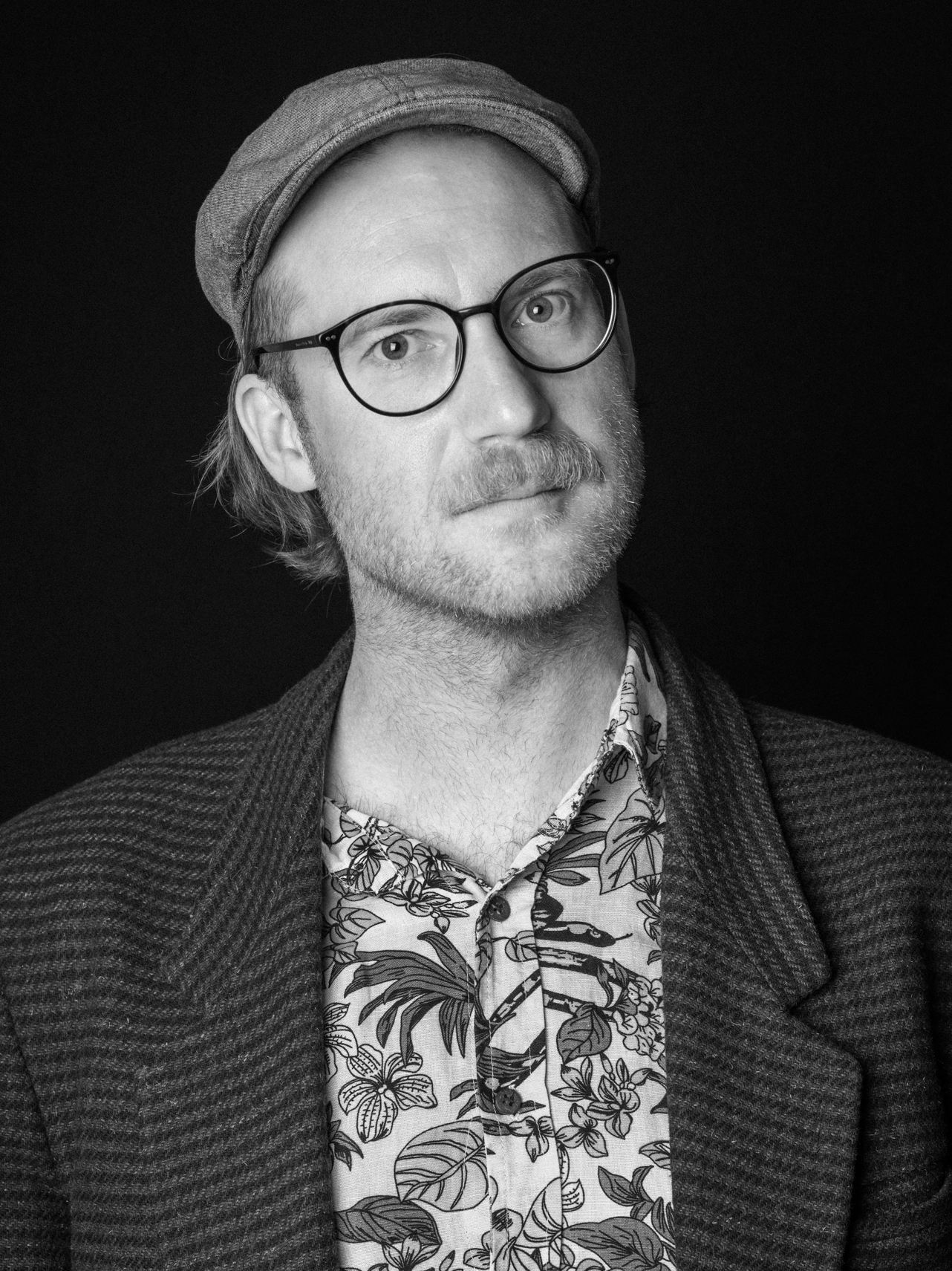
Thomas Toppler

Thomas Toppler (* 1985 in Mürzzuschlag) ist ein österreichischer Musiker, Theatermacher und Theaterpädagoge.

## Leben
Thomas Toppler begann bereits mit sechs Jahren, Schlagzeug zu spielen. Der Grundstein für seine professionelle Karriere legte er mit Studien im Fach klassisches Schlagwerk an der Universität für Musik und darstellende Kunst Graz / Expositur Oberschützen. Während des Studiums spielte er in zahlreichen namhaften Orchestern, u. a. Wiener Symphoniker, Concentus Musicus Wien, Volksoper Wien, Wiener Kammerorchester.
Nach dem Abschluss des Masterstudiums 2010 studierte Toppler bis 2012 Schauspiel an der Schauspiel- und Clownschule Ècole Philippe Gaulier. Im Herbst 2012 gründete er mit fünf weiteren Absolventen der Theaterschule die Bouffontheatergruppe Ship of Fools in England. Mit ihrem Stück „From the cradle to the bin“ tourten sie zwischen 2013 und 2015 durch England.
2013 war das Gründungsjahr der The Erlkings, die u. a. in der Wigmore Hall in London, im Wiener Konzerthaus, im Konzerthaus Berlin, beim Schleswig-Holstein Musik Festival, beim Grafenegg Festival, beim Heidelberger Frühling, bei der Hugo Wolff Akademie Stuttgart und dem Podium Wittemann in Amsterdam auftraten. Im April 2022 eröffneten sie die Schubertiade in Hohenems.
Im März 2022 wurde in Wien Topplers erstes, eigenes Bouffontheaterstück „Ein bescheidenerer Vorschlag“ mit dem Kooperationspartner Theater an der Gumpendorfer Straße (TAG) im selbigen Haus uraufgeführt. Im gleichen Jahr gewann er mit seinem Stück „Ein bescheidenerer Vorschlag“ den Nestroypreis in der Kategorie Beste Off-Produktion.
Thomas Toppler unterrichte u. a. Schauspiel an der Schule des Theaters in Wien, leitete Workshops bei der Internationale Sommerakademie der Universität für Musik und darstellende Kunst Wien (MDW) in Reichenau/Rax, der European Chamber Music Academy in Grafenegg, dem Young Masters Programm der Universität für Musik und darstellende Kunst Wien sowie am Leonard Bernstein Institut der Universität für Musik und darstellende Kunst Wien. Im Bereich Pitching unterrichtete er am Gründerzentrum der Wirtschaftsuniversität Wien und der Universität für Musik und darstellende Kunst Wien.

## Diskographie
- 2016 The Erlkings – Schubert Vol. 1
- 2018 The Erlkings – Die schöne Müllerin (Schubert Vol. 2)
- 2019 Benner/Zimper – Giniginamar
- 2020 The Erlkings – Schumann
- 2020 Bryan Benner – Stay Hydrated
- 2021 Christoph Zimper – The Millennials Mass
- 2022 The Erlkings – Beethoven
- 2022 The Erlkings – Schubert Vol. 3

## Regie
- „Burning Lips“ – Da Blechhaufn, 2014 (Choreografie)[10]
- Louie’s Cage Percussion, 2014
- Quart Art, 2015
- „Die Wirtshausrunde“ – Da Blechhauf’n, 2016 (Text und Regie gemeinsam mit Andy Hallwaxx, Rudi Schitter)[11]
- „Birds of Paradies“ – A Ship of Fools Theatre Company, 2016
- Werbespot für die Gruft (Caritas Wien), 2016
- Werbespot fürs Neunerhaus, 2017
- „50 Shades of Amadé“ – Mozartwoche Salzburg, 2019
- „Deschawüh“ – Da Blechhauf’n, 2019
- „Familienkonzert“ – Hanke Brothers, 2019
- „Kinderrechte mit Winnie Wespa“ – Hannelore Schmid, 2019[12]
- „Rosenkavalier 2.0“ – Weißensee Klassik Festival, 2021
- „Rups, der kleine Ritter“ – Kindermusical, Text: Thomas Brezina, Musik: Gerhard Krammer, 2022[13]
- „Ein bescheidenerer Vorschlag“ – Herminentheater in Kooperation mit dem TAG Wien, 2022[14]

## Auszeichnungen
- 2022 Nestroy-Preis „Beste Off-Produktion“ für „Ein bescheidenerer Vorschlag“